# Kanton Saint-Aignan
Kanton Saint-Aignan (francouzsky Canton de Saint-Aignan) je francouzský kanton v departementu Loir-et-Cher v regionu Centre-Val de Loire. Tvoří ho 15 obcí.

## Obce kantonu
- Châteauvieux
- Châtillon-sur-Cher
- Chémery
- Choussy
- Couddes
- Couffy
- Mareuil-sur-Cher
- Méhers
- Meusnes
- Noyers-sur-Cher
- Pouillé
- Saint-Aignan
- Saint-Romain-sur-Cher
- Seigy
- Thésée